# NGC 7318
NGC 7318は、ペガスス座の方角に約3億光年離れた位置にある一対の相互作用銀河である。ステファンの五つ子銀河を構成する。

## 観測
スピッツァー宇宙望遠鏡により、巨大な銀河間衝撃波の存在が明らかとなった。衝撃波は、1つの銀河がもう1つの銀河に向かって、時速数百万マイルで落ち込むことで発生し、右の画像では緑色で表されている。NGC 7318BがNGC 7318Aに衝突することで、ガスが銀河群の中全体に広がり、衝撃波の中で水素原子が加熱されて、緑色の光を発する。ここで観測される水素分子は、既知の最も激しい水素分子の形成の1つである。この現象は、マックス・プランク核物理学研究所の国際チームによって発見された。最も顕著なのは、この衝突は、宇宙が100億年前に形成された時に何が起こったかの洞察を与えてくれるという事実である。